# 十兵衛紅変化
「十兵衛紅変化」は、JETの代表作の漫画。『月刊Asuka』（角川書店）に不定期に連載された。単行本はあすかコミック（角川書店）より全8巻、ソノラマコミック文庫（朝日ソノラマ）から文庫版が全4巻で発売されている。また、電子書籍版も各社から販売されている。
天然ボケの入った主人公がはっきりとした意思表示ができるまでになる、という部分で完結としながらも、掲載誌の都合で中途半端な所で打ち切られた為、十兵衛と又右エ門の間にあったと思しき確執等も明らかにはされず、非常に不明瞭なラストとなっている。

## あらすじ
柳生十兵衛御愛用と伝わる〝小柄〟に、なぜだか心ひかれたさやか。彼女は、十兵衛の生まれかわりだったのだ。

## 登場人物
荻代さやか（おぎしろ さやか）
本作の主人公。天然ボケの入ったかわいい女子高生。骨董品も扱う喫茶店で武士の持つ小刀である小柄を買ったことから、前世の柳生十兵衛三厳として覚醒してしまう。
柳生十兵衛三厳
言わずと知れた剣豪。その強さから、転生した後も戦いを挑まれる。今作（およびJET作品）では右眼の上に縦一文字の傷があり、覚醒時には、さやかの顔にも傷跡が浮き上がって現れる。作者にとってもお気に入りで、自作品キャラによる時代劇パロディ「大江戸魔魍街」ではそのままのキャラで登場する。
服部高広（はっとり たかひろ）
関東の広域ヤクザ「服部組」の若さま。荒木又右衛門の子孫。十兵衛になっているときのさやかに惹かれ、共に戦う。天然ボケのさやかの方には妹の様に面倒を見てやっていたが、最後の方では好意をもっている?
長男ではあるが、数多くの「姉」を持ち、実は末っ子。
荒木又右衛門
服部高広の祖先。本作においては、荒木又右衛門は望んで十兵衛と真剣で仕合い、斬り殺されたとしている。後述の天海による事件では欠員を埋めるべく高広の身体に呼び起こされて十兵衛に挑むが、再度負けを認める
上統園也（こうず えんや）
若手歌舞伎役者。西部（後述）の調べでは、祖先は真田十勇士の一人、霧隠才蔵。黄泉還った霧隠才蔵の魂が憑依する。
後に（作中の）TV番組時代劇でも霧隠才蔵役を務める。
西部進（にしべ すすむ）
真田十勇士の一人、猿飛佐助が転生した人物。厳密には、猿飛佐助の転生者は、西部進が飼っている猫であり、とある事件で植物人間となった西部進を猫が操っている。
飛丸（とびまる）
十兵衛が生存していた折りに、十兵衛に助けられ共に旅をした少年。現世では鷹に転生しており、服部高広に飼われている。
さやかの命名により鷹としてはピーコだが、高広の部下などからは、高広の下へいちもくさんに飛んでゆく（その実は、高広ではなく、さやか=十兵衛の下へ飛んで行っている）ことからラッシーなど、周囲からは適当な名前で呼ばれている。
今泉悠冬
さやかの友人、クラスメイトであり部活の仲間。
邪念坊（じゃねんぼう）
根来忍者。殺戮を行っていたところ、十兵衛に退治され、逆恨みをしている。
現世に蘇えり、復讐を果たそうとする。
住吉
さやかたちの通う高校の教師。邪念坊に憑依される。
天草四郎
本作では、その正体は十兵衛に幼い頃、救われた少女お蘭の男装した姿とされている。
真田十勇士
霧隠才蔵,猿飛佐助
上述
三好清海入道
現世では巨漢のプロレスラー。大坂の陣では家康の本陣に斬り込むも、十兵衛の父・宗矩に阻止されたと恨みを向けてきた。
根津甚八
現世では長身のニューハーフ・根崎康二。顔も身体もお金がかかっているとのこと。
穴山小助
真田大助
三好伊三入道
真田幸村の魂を救うべく、継続する真田十勇士の血筋の者に十勇士の魂を憑依させた張本人。
その正体は南光坊天海であり、十勇士たちを新たなる四天王（目黄不動尊、目赤不動尊、目黒不動尊、目白不動尊）として江戸（東京）の守護とするためであった。

## イメージアルバム
1991年8月21日に発売された。
初回版には、JETと山本正之の対談を収録したカセットテープが付属していた。
1. プロローグ（ドラマ）
2. 黄泉帰り者
3. 十兵衛紅変化（ドラマ）
4. ああ剣豪ラプソディー （歌：山本正之）

キャスト
- 荻代さやか - 伊藤美紀
- 柳生十兵衛三厳 - 屋良有作
- 服部高広 - 二又一成
- 邪念坊 - 青野武
- 今泉悠冬 - 神宮司弥生
- 飛丸 - 檜山修之
- 住吉 - 徳丸完
- マスター - 沢木郁也
- 幼少の飛丸 - 田野恵

## 書籍情報
あすかコミックス
1. 1991年8月 ISBN 4049242451
2. 1992年8月 ISBN 4049243083
3. 1993年6月 ISBN 404924361X
4. 1993年10月 ISBN 4049243849
5. 1994年2月 ISBN 404924408X
6. 1994年6月 ISBN 4049244314
7. 1994年10月 ISBN 4049244640
8. 1997年6月 ISBN 4049246716

ソノラマコミック文庫
1. 2001年1月 ISBN 4257720913
2. 2001年1月 ISBN 4257720956
3. 2001年3月 ISBN 4257721006
4. 2001年4月 ISBN 4257721022

## 関連
- 『艶花 JETのほん。』（角川書店、1994年1月、ISBN 978-4-04-852454-4） - 『倫敦魔魍街』、『綺譚倶楽部』、本作の登場人物が江戸時代の人物に扮し活躍する描きおろしマンガ「大江戸魔魍街捕物控〈其之二〉」を収録している。十兵衛（本人役）、さやか（誘拐される町娘）、服部高広（服部半蔵役）が登場。